# ایمن محیوص
ایمن محیوص (عربی: أيمن محيوص؛ زادهٔ ۱۵ سپتامبر ۱۹۹۷) بازیکن فوتبال اهل الجزایر است.
از باشگاه‌هایی که در آن بازی کرده‌است می‌توان به باشگاه فوتبال اتحاد الجزایر اشاره کرد.
وی همچنین در تیم‌های ملی فوتبال زیر ۲۳ سال الجزایر و الجزایر بازی کرده‌است.